# Discografia formației Placebo
Aceasta este discografia trupei britanice de rock alternativ Placebo. Până acum, trupa a lansat șase albume de studio, o colecție de single-uri, două compilații și douăzeci și nouă de single-uri.

## Albume

### Albume de studio
| Titlu                   | Data lansării     | Poziții în topuri | Poziții în topuri | Poziții în topuri | Poziții în topuri | Poziții în topuri | Poziții în topuri | Poziții în topuri | Poziții în topuri | Poziții în topuri | Poziții în topuri | Poziții în topuri | Poziții în topuri | Poziții în topuri |
| Titlu                   | Data lansării     | UK Albums Chart   | Franța            | Germania          | Elveția           | Olanda            | Noua Zeelandă     | Norvegia          | Austria           | Belgia            | Finlanda          | Suedia            | Australia         | Billboard 200     |
| ----------------------- | ----------------- | ----------------- | ----------------- | ----------------- | ----------------- | ----------------- | ----------------- | ----------------- | ----------------- | ----------------- | ----------------- | ----------------- | ----------------- | ----------------- |
| Placebo                 | 17 iulie 1996     | 5                 | 50                | -                 | -                 | -                 | -                 | -                 | -                 | -                 | -                 | -                 | -                 | -                 |
| Without You I'm Nothing | 12 octombrie 1998 | 7                 | 7                 | 55                | 95                | 65                | 15                | 31                | 43                | 26                | -                 | -                 | 14                | -                 |
| Black Market Music      | 9 octombrie 2000  | 6                 | 1                 | 4                 | 15                | 28                | 22                | 9                 | 7                 | 10                | 24                | 17                | 18                | -                 |
| Sleeping With Ghosts    | 24 martie 2003    | 11                | 1                 | 2                 | 3                 | 19                | 37                | 12                | 6                 | 4                 | 14                | 14                | 11                | -                 |
| Meds                    | 13 martie 2006    | 7                 | 1                 | 2                 | 1                 | 10                | 24                | 12                | 1                 | 1                 | 13                | 33                | 4                 | 180               |
| Battle for the Sun      | 8 iunie 2009      | 8                 | 1                 | 1                 | 1                 | 5                 | 14                | 16                | 1                 | 2                 | 1                 | 9                 | 8                 | 51                |

### Compilații
| Titlu                  | Data lansării     | Poziții în topuri | Poziții în topuri | Poziții în topuri | Poziții în topuri | Poziții în topuri | Poziții în topuri | Poziții în topuri | Poziții în topuri | Poziții în topuri | Poziții în topuri | Poziții în topuri | Poziții în topuri | Poziții în topuri |
| Titlu                  | Data lansării     | UK Albums Chart   | Franța            | Germania          | Elveția           | Olanda            | Noua Zeelandă     | Norvegia          | Austria           | Belgia            | Finlanda          | Suedia            | Australia         | Billboard 200     |
| ---------------------- | ----------------- | ----------------- | ----------------- | ----------------- | ----------------- | ----------------- | ----------------- | ----------------- | ----------------- | ----------------- | ----------------- | ----------------- | ----------------- | ----------------- |
| Once More With Feeling | 25 octombrie 2004 | 8                 | -                 | 14                | 4                 | 66                | 33                | 30                | 8                 | 5                 | -                 | -                 | 30                | -                 |
| Covers                 | 5 martie 2007     | -                 | -                 | -                 | -                 | -                 | -                 | -                 | -                 | -                 | -                 | -                 | -                 | -                 |

## Single-uri
| Anul lansării | Titlul                                                          | Poziții în topuri | Poziții în topuri | Poziții în topuri | Poziții în topuri | Poziții în topuri | Poziții în topuri | Poziții în topuri | Poziții în topuri | Poziții în topuri | Poziții în topuri | Poziții în topuri | Poziții în topuri      | De pe albumul           |
| Anul lansării | Titlul                                                          | UK Albums Chart   | Franța            | Germania          | Elveția           | Olanda            | Noua Zeelandă     | Austria           | Belgia            | Finlanda          | Suedia            | Australia         | Hot Modern Rock Tracks | De pe albumul           |
| ------------- | --------------------------------------------------------------- | ----------------- | ----------------- | ----------------- | ----------------- | ----------------- | ----------------- | ----------------- | ----------------- | ----------------- | ----------------- | ----------------- | ---------------------- | ----------------------- |
| 1995          | „Bruise Pristine”                                               | -                 | -                 | -                 | -                 | -                 | -                 | -                 | -                 | -                 | -                 | -                 | -                      | Placebo                 |
| 1996          | „Come Home”                                                     | 103               | -                 | -                 | -                 | -                 | -                 | -                 | -                 | -                 | -                 | -                 | -                      | Placebo                 |
| 1996          | „36 Degrees”                                                    | 80                | -                 | -                 | -                 | -                 | -                 | -                 | -                 | -                 | -                 | -                 | -                      | Placebo                 |
| 1996          | „Teenage Angst”                                                 | 30                | -                 | -                 | -                 | -                 | -                 | -                 | -                 | -                 | -                 | -                 | -                      | Placebo                 |
| 1997          | „Nancy Boy”                                                     | 4                 | -                 | -                 | -                 | -                 | -                 | -                 | -                 | -                 | -                 | -                 | -                      | Placebo                 |
| 1997          | „Bruise Pristine” (ediție relansată)                            | 14                | -                 | -                 | -                 | -                 | -                 | -                 | -                 | -                 | -                 | -                 | -                      | Placebo                 |
| 1998          | „Pure Morning”                                                  | 4                 | -                 | -                 | -                 | -                 | 21                | -                 | -                 | -                 | -                 | -                 | 19                     | Without You I'm Nothing |
| 1998          | „You Don't Care About Us”                                       | 5                 | -                 | -                 | -                 | -                 | -                 | -                 | -                 | -                 | -                 | -                 | -                      | Without You I'm Nothing |
| 1999          | „Every You Every Me”                                            | 11                | -                 | 99                | -                 | -                 | -                 | -                 | -                 | -                 | -                 | -                 | -                      | Without You I'm Nothing |
| 1999          | „Without You I'm Nothing”                                       | -                 | 79                | -                 | -                 | -                 | -                 | -                 | -                 | -                 | -                 | -                 | -                      | Without You I'm Nothing |
| 1999          | „Burger Queen Français” (exclusiv în Franța)                    | -                 | 78                | -                 | -                 | -                 | -                 | -                 | -                 | -                 | -                 | -                 | -                      | Without You I'm Nothing |
| 2000          | „Taste in Men”                                                  | 16                | 54                | -                 | -                 | -                 | -                 | -                 | -                 | -                 | -                 | -                 | -                      | Black Market Music      |
| 2000          | „Slave to the Wage”                                             | 19                | 63                | 92                | -                 | -                 | -                 | -                 | -                 | -                 | -                 | -                 | -                      | Black Market Music      |
| 2000          | „Special K”                                                     | -                 | 60                | -                 | -                 | -                 | -                 | -                 | -                 | -                 | -                 | -                 | -                      | Black Market Music      |
| 2001          | „Black-Eyed”                                                    | -                 | -                 | 94                | -                 | -                 | -                 | -                 | -                 | -                 | -                 | -                 | -                      | Black Market Music      |
| 2003          | „The Bitter End”                                                | 12                | 31                | 34                | 53                | 96                | -                 | -                 | 39                | 19                | -                 | -                 | -                      | Sleeping with Ghosts    |
| 2003          | „This Picture”                                                  | 23                | 63                | 75                | -                 | -                 | -                 | -                 | -                 | -                 | -                 | -                 | -                      | Sleeping with Ghosts    |
| 2003          | „Special Needs”                                                 | 27                | 67                | 71                | -                 | -                 | -                 | -                 | -                 | -                 | -                 | -                 | -                      | Sleeping with Ghosts    |
| 2004          | „English Summer Rain”                                           | 23                | -                 | -                 | 98                | -                 | -                 | -                 | -                 | -                 | -                 | -                 | -                      | Sleeping with Ghosts    |
| 2004          | „Protège-Moi” (exclusiv în Franța)                              | -                 | 18                | -                 | 26                | -                 | -                 | -                 | 17                | -                 | -                 | -                 | -                      | Sleeping with Ghosts    |
| 2004          | „Twenty Years”                                                  | 18                | 54                | 52                | 50                | -                 | -                 | 59                | 17                | -                 | -                 | -                 | -                      | Once More with Feeling  |
| 2006          | „Because I Want You” (exclusiv în Marea Britanie)               | 13                | -                 | -                 | -                 | -                 | -                 | -                 | -                 | -                 | -                 | -                 | -                      | Meds                    |
| 2006          | „Song to Say Goodbye”                                           | -                 | 41                | 35                | 38                | -                 | -                 | 44                | 49                | 8                 | -                 | -                 | -                      | Meds                    |
| 2006          | „Infra Red”                                                     | 42                | -                 | 75                | -                 | -                 | -                 | -                 | -                 | -                 | -                 | -                 | 35                     | Meds                    |
| 2006          | „Meds”                                                          | 35                | -                 | 83                | 78                | -                 | -                 | -                 | -                 | -                 | -                 | -                 | -                      | Meds                    |
| 2007          | „Running Up That Hill”                                          | 66                | -                 | -                 | -                 | -                 | -                 | -                 | -                 | -                 | 42                | 81                | -                      | Covers                  |
| 2009          | „Battle for the Sun” (single promoțional)                       | -                 | -                 | -                 | -                 | -                 | -                 | -                 | -                 | -                 | -                 | -                 | -                      | Battle for the Sun      |
| 2009          | „For What It's Worth”                                           | 97                | 25                | 32                | -                 | -                 | -                 | 24                | 31                | -                 | -                 | 88                | -                      | Battle for the Sun      |
| 2009          | „The Never-Ending Why” (exclusiv în Marea Britanie și Norvegia) | -                 | -                 | -                 | -                 | -                 | -                 | -                 | -                 | -                 | -                 | -                 | -                      | Battle for the Sun      |
| 2009          | „Ashtray Heart”                                                 | -                 | 44                | 66                | -                 | -                 | -                 | -                 | -                 | -                 | -                 | -                 | -                      | Battle for the Sun      |
| 2010          | „Bright Lights”                                                 | -                 | 92                | 62                | -                 | -                 | -                 | -                 | -                 | -                 | -                 | -                 | -                      | Battle for the Sun      |

## DVD-uri
- Soulmates Never Die (Live in Paris 2003) (15 martie 2004)
- Once More With Feeling: Videos 1996-2004 (30 noiembrie 2004)
- Meds Special edition DVD (13 martie 2006)
- Live in Angkor Wat (8 iunie 2009)
- In The Studio: The Making of Battle for the Sun (8 iunie 2009)

## EP-uri

Coperta EP-ului Live at La Cigale

- Live at La Cigale (2006) - pe iTunes and 7Digital

1. „Meds”
2. „Infra-Red”
3. „Drag”
4. „Follow the Cops Back Home”
5. „Post Blue”
6. „Song to Say Goodbye”
7. „The Bitter End”
8. „Special K”

- Exclusive Session (2007) - pe iTunes

1. „Because I Want You”
2. „Meds”
3. „Song to Say Goodbye”
4. „Jackie” (Sinead O'Conner cover)

- Extended Play '07 (2007)

## Box set-uri
- Limited Edition Placebo Box Set (9 iunie 2009)

## Cover-uri
- „Dark Globe” (Syd Barrett) - inclus pe single-ul „36 Degrees”.
- „Been Smoking Too Long” (Nick Drake) - inclus pe single-ul „Teenage Angst”.
- „Running Up That Hill” (Kate Bush) - inclus pe „Sleeping With Ghosts Special Edition”, pe „Covers” și pe „Meds”, varianta americană.
- "Where Is My Mind?" (The Pixies) - inclus pe single-ul „This Picture”, pe „Sleeping With Ghosts Special Edition” și pe „Covers”.
- „Bigmouth Strikes Again” (The Smiths) - inclus pe single-ul „Nancy Boy”, pe „Sleeping With Ghosts Special Edition” și pe „Covers”.
- „Johnny and Mary” (Robert Palmer) - inclus pe single-ul „Taste in Men”, pe „Sleeping With Ghosts Special Edition” și pe „Covers”.
- „20th Century Boy” (T.Rex) - inclus pe single-ul „You Don't Care About Us”, pe „Sleeping With Ghosts Special Edition” și pe „Covers”. Apare și pe coloana sonoră a filmului Velvet Goldmine.
- „The Ballad Of Melody Nelson” (Serge Gainsbourg) - inclus pe „Sleeping With Ghosts Special Edition” și pe „Covers”. Apare și pe albumul compilație „Revisited” dedicat lui Serge Gainsbourg.
- „Holocaust” (Alex Chilton) - inclus pe single-ul „Slave to the Wage”, pe „Sleeping With Ghosts Special Edition” și pe „Covers”.
- „I Feel You” (Depeche Mode) - inclus pe albumul „Without You I'm Nothing”, ediția americană, pe „Sleeping With Ghosts Special Edition” și pe „Covers”.
- „Daddy Cool” (Boney M) - inclus pe single-ul „The Bitter End”, pe „Sleeping With Ghosts Special Edition” și pe „Covers”.
- „Jackie” (Sinéad O'Connor) - inclus pe single-ul „This Picture”, pe „Sleeping With Ghosts Special Edition” și pe „Covers”.
- „Wouldn't It Be Good” (Nik Kershaw) - inclus pe single-ul „For What It's Worth”.

Vezi și „Melodii live”, mai jos.

## Alte melodii (B-sides)
- „Come Home”: „Drowning by Numbers”, „Oxygen Thief” [instrumental]
- „36 Degrees”: „Hare Krishna” [instrumental]
- „Teenage Angst”: „Hug Bubble” [instrumental]
- „Nancy Boy”: „Slackerbitch”, „Eyesight to the Blind”, „Miss Moneypenny”
- „Bruise Pristine”: „Then The Clouds Will Open for Me”, „Waiting for the Son of Man”
- „Pure Morning”: „Mars Landing Party”, „Leeloo” [instrumental], „Needledick”, „The Innocence of Sleep” [instrumental]
- „You Don't Care About Us”: „Ion” [instrumental]
- „Burger Queen Français”: „Aardvark” [instrumental]
- „Taste in Men”: „Theme from Funky Reverend” [instrumental]
- „Slave to the Wage”: „Leni”, „Bubblegun”
- „Special K”: „Dub Psychosis” [instrumental], „Little Mo”
- „The Bitter End”: „Evalia”, „Drink You Pretty”
- „This Picture”: „Soulmates” (variantă la „Sleeping With Ghosts”)
- „Twenty Years”: „Detox Five” [instrumental]
- „Meds”: „Lazarus", „UNEEDMEMORETHANINEEDU”
- „Ashtray Heart”: „Hardly Wait” (apare și pe „The Never-Ending Why”), „Fuck U”

## Remixuri
- „Twenty Years” (Osymyso's Birthday mix)
- „Passive Aggressive” (Brothers In Rhythm remix)
- „Slave to the Wage” (I Can't Believe It's A Remix) a.k.a „Slave to the Wage” (Daniel Johns from Silverchair Remix)
- „I Do” (Hotel Persona Material Mix)
- „English Summer Rain” (Sussie 4 Mix)
- „This Picture” (The Mexican Institute of Sound – I Love My Rocker Mix)
- „Special Needs” (Blackpulke Mix)
- „I Do Wop Remake”
- „This Picture” (Blackpulke Mix)
- „English Summer Rain” (Glitte R.MX)
- „Special Needs” (Chuck y Los Ollvidados – Respect the Coda Mix)
- „Special Needs” (Bruno Ellingham Remix)
- „This Picture” (Isaac Junkie Mix)
- „Swallow” (Designer/U-Sheen mix)
- „Nancy Boy” (Sex Mix)
- „Hug Bubble” (Brad Wood mix)
- „Bruise Pristine” (1" Punch Mix)
- „Bruise Pristine” (Lionrock mix)
- „Pure Morning” – Les Rythmes mix
- „Pure Morning” – Howie B mix
- „Every You Every Me” – Sneaker mix
- „Every You Every Me” – BIR mix
- „Every You Every Me” – Single mix
- „Nancy Boy” – Blue Amazon mix
- „Every You Every Me” – Scourge mix
- „Without You I'm Nothing” – UNKLE mix
- „Without You I'm Nothing” – Flexirol mix
- „Without You I'm Nothing” – BIR mix
- „Taste in Men” – Go go dub mix
- „Taste in Men” – Alpinestars mix
- „Special K” – Timo Dub mix
- „Special K” – Timo Maas mix
- „Passive Aggressive” – BIR mix
- „Pure Morning” (MBV Remix)
- „Black-Eyed” (Le Vibrator Mix)
- „The Bitter End” – Junior Sanchez Mix
- „English Summer Rain” – Freelance Hellraiser Mix
- „English Summer Rain” – Ecstasy of St. Theresa Remix
- „Protège-Moi” – M83 Mix
- „Twenty Years” – Fathom Refix
- „Because I Want You” – Ladytron Club Remix
- „Because I Want You” – Ladytron Strainght Remix
- „Because I Want You” – Russell Lissack of Bloc Party Remix
- „Infra Red” (Hotel Persona Remix)
- „Infra Red” (The Waltmann Remix)
- „Infra Red” (Call the Ambulance Remix)
- „Song To Say Goodbye” – River and Tears Mix
- „Space Monkey” – Timo Maas Remix
- „Twenty Years” – Timo Maas Remix

## Melodii live
- „Where is my Mind” cu Frank Black (Pixies cover)
- „All Apologies” (Nirvana cover)
- „Besame Mucho” (acapella, în limba spaniolă)
- „Plaisir d'amour” (acapella, în limba franceză)
- „Jesus Loves Me” (gospel)
- „Feel Good Hit of the Summer” (Queens of the Stone Age – live cover)
- „Hurt” (Nine Inch Nails cover: 1 Dec 2003, Anaheim, House of Blues. Nu se cunosc înregistrări disponibile)
- „Mercedes-Benz” (Janis Joplin cover: 1 Dec 2003, Anaheim, House of Blues. Nu se cunosc înregistrări disponibile)
- „English Summer Rain/Like A Hurricane” (la festivalul de la Hurricane din 2004, pe finalul piesei „English Summer Rain”, Brian Molko a cântat prima strofă din piesa lui Neil Young, „Like a Hurricane”)
- „Long Division”
- „Kitsch Object” (un cântec nelansat, care a fost cântat în concerte și înregistrat de fani)
- „Personal Jesus” (Depeche Mode cover)

## Demo-uri
- „Hang On To Your IQ”
- „Bulletproof Cupid”
- „36 Degrees”
- „Bruise Pristine”
- „Come Home” (2 versiuni)
- „I Know”
- „Nancy Boy” (2 versiuni)
- „Teenage Angst” (2 versiuni)
- „Kangaroo Died”
- „2468”
- „Eyesight to the Blind”
- „Flesh Mechanic”
- „Paycheck” (2 versiuni)
- „Slackerbitch”
- „Lady of the Flowers”
- „I Do”
- „Because I Want You”
- „Pierrot The Clown”
- „In The Cold Light of Morning”
- „Oxygen Thief”
- „Big Blue” („Drowning By Numbers”)
- „For What It's Worth”

## Variante
- „36 Degrees” (variantă din 2005 – Live și încetinită, B-side pe „Because I Want You”)
- „Leni” (conținând versuri în plus)
- „Haemoglobin” (Acustic)
- „Every You Every Me” (Acustic, apare ca B-side pe „Burger Queen Français”)
- „I'll Be Yours” (Version 4AM) – B-side pe „English Summer Rain”
- „Plasticine” (Lounge Version) – B-side pe „Special Needs”
- „This Picture” (Acoustic, disponibilă pe varianta DVD a single-ului „This Picture”)
- „Special K” (Acustic)
- „Teenage Angst” (Piano Version, versiune de studio disponibilă ca B-side pe „The Bitter End”)
- „Teenage Angst” (V.P.R.O. Amsterdam Version, versiune rară, disponibilă ca B-side pe "Teenage Angst", ediția limitată 7 inch)
- „Teenage Angst” (Acustic)
- „Nancy Boy” (Acustic)
- „Burger Queen Français” (disponibilă pe „Burger Queen Français”)
- „Protège-Moi” (disponibilă pe single-ul cu același nume, și pe „Once More With Feeling”)
- „English Summer Rain” (Single Version) – disponibilă pe „Once More With Feeling” și pe single-ul „English Summer Rain”
- „Taste in Men” (versiune jazz)
- „Commercial for Levi” (Acustic)
- „Peeping Tom” (Acustic)
- „Blue American” (Acustic)
- „Slave to the Wage” (Acustic)
- „Allergic (To Thoughts of Mom)” – (variantă live a piesei „Allergic To Thoughts Of Mother Earth”, cu versuri diferite, cântată la câteva spectacole înainte de finalizarea definitivă a cântecului și înregistrarea albumului „Without You I'm Nothing”)
- „Without You I'm Nothing” (versuri diferite, vezi mai sus)
- „Twenty Years” (Instrumental, disponibilă pe single-ul „Twenty Years”, ediția vinil)
- „Because I Want You” (Instrumental, disponibilă pe iTunes)
- „Song to Say Goodbye” (versiunea single, instrumental)
- „Song to Say Goodbye” (versiunea album, instrumental)
- „Come Home” (înregistrare ce datează de dinaintea semnării contractului cu Caroline Records, mai rapidă și într-un stil mai apropiat de punk, se poate găsi pe single-ul „Come Home”)
- „Bulletproof Cupid” (variantă live, cântată cu versuri)
- „Meds” (instrumental)
- „Infra Red” (instrumental)
- „Drag” (instrumental)
- „Space Monkey” (instrumental)
- „Follow the Cops Back Home” (instrumental)
- „Post Blue” (instrumental)
- „Blind” (instrumental)
- „Pierrot The Clown” (instrumental)
- „Broken Promise” (instrumental)
- „One of a Kind” (instrumental)
- „In The Cold Light of Morning” (instrumental)

## Colaborări și solo

### Trupa
- Placebo & The Cure – „If Only Tonight We Could Sleep” (live la Wembley)
- Placebo & Robert Smith – „Boys Don't Cry” (live la Wembley)
- Placebo & Robert Smith – „Without You I'm Nothing”
- Placebo & David Bowie – „Without You I'm Nothing”
- Placebo & David Bowie – „20th Century Boy”
- Placebo & Frank Black – „Where Is My Mind?” (live la Bercy)
- Placebo & Butthole Surfers – „Pure Morning” (numită și „Friend with Weed”).
- Placebo & Justin Warfield de la One Inch Punch – „Spite & Malice”
- Placebo & Allison „VV” Mosshart de la The Kills - „Meds”
- Placebo & Michael Stipe de la R.E.M. - „Broken Promise”

### Brian Molko (vocals)
- Timo Maas feat. Brian Molko – „First Day”
- Timo Maas feat. Brian Molko – „Pictures”
- Timo Maas feat. Brian Molko – „Like Siamese”
- Dream City Film Club feat. Brian Molko – „Some”
- Alpinestars feat. Brian Molko – „Carbon Kid”
- AC Acoustics feat. Brian Molko – „Crush”
- Trash Palace feat. Brian Molko – „The Metric System”
- Trash Palace feat. Asia Argento & Brian Molko – „Je T'aime Moi Non Plus” (Serge Gainsbourg & Jane Birkin cover)
- Trash Palace & Brian Molko – „Outta My Head” (Kylie Minogue live cover)
- Kristeen Young & Brian Molko – „No Other God”
- Brian Molko – „Five Years” (David Bowie cover, live și acoustic/solo de Molko la televiziunea franceză)
- Brian Molko – „Chelsea Hotel #2” (Leonard Cohen live cover)
- Jane Birkin feat. Brian Molko – „Smile”
- Indochine feat. Brian Molko – „Pink Water II” (English)
- Indochine feat. Brian Molko – „Pink Water III” (Français)
- Faultline, Brian Molko & Françoise Hardy – „Requiem For A Jerk” (Serge Gainsbourg cover)
- Hotel Persona feat. Brian Molko - „Modern Kids”

### Steve Hewitt (tobe)
- Breed – Wonderful Blade
  - „Wonderful Blade”
  - „Violent Sentimental”
  - „Sea of Wine”
  - „Feverish”
  - „Splinter”
  - „Perfect Hangover”
  - „Pendulum”
  - „Hard Cash”
- The Boo Radleys – Ichabod and I
  - „Eleanor Everything”
  - „Bodenheim JR”
  - „Catweazle”
  - „Sweet Salad Birth”
  - „Hip Clown Rag”
  - „Walking 5th Carnival”
  - „Kaleidoscope”
  - „Happens to Us All”

### Stefan Olsdal
- Stefan & Family – „Beep Beep”
- Hotel Persona – En Las Nubes / In The Clouds
  - „Apocalipsis” / „Apocalypse”
  - „+ amor” / „Fight For Love” (feat. Alaska)
  - „Quiero Volar” / „To The Light”
  - „El Mar” / „The Sea”
  - „Modern Kids” (feat. Brian Molko)
  - „Addicted”
  - „Fantastica” / „The Fantastic One”
  - „Touch Me” (feat. Samantha)
  - „Cada Dia” (feat. Miguel Bos)
  - „Lullaby For Evan”
- She Wants Revenge – „Tear You Apart” (Hotel Persona Remix)
- Placebo – „I Do” (Material Mix – Hotel Persona) (vezi mai sus „Remixuri”)
- Placebo – „Infra Red” (Red Mix – Hotel Persona) (vezi mai sus „Remixuri”)